# Cylindropuntia anteojoensis
Cylindropuntia anteojoensis là một loài thực vật có hoa trong họ Cactaceae. Loài này được (Pinkava) E.F.Anderson mô tả khoa học đầu tiên năm 2000.